# Siogo
| Recensione              | Giudizio   |
| ----------------------- | ---------- |
| AllMusic                | [ 1 ]      |
| Sputnikmusic            | 3.0 (Good) |
| Dizionario del Pop-Rock | [ 3 ]      |

Siogo è il sesto album discografico (in studio) del gruppo musicale statunitense Blackfoot, pubblicato dall'etichetta discografica Atco Records nel 1983.

## Tracce

### LP
Lato A
1. Send Me an Angel – 4:36 (Ken Hensley, Jack Williams)
2. Crossfire – 4:08 (Rick Medlocke, Jakson Spires, Charlie Hargrett, Bobby Barth)
3. Heart's Grown Cold – 3:32 (Zal Cleminson)
4. We're Goin' Down – 4:12 (Rick Medlocke, Jakson Spires)
5. Teenage Idol – 4:48 (Rick Medlocke, Jakson Spires)

Lato B
1. Goin' in Circles – 3:06 (Rick Medlocke, Jakson Spires)
2. Run for Cover – 4:21 (Rick Medlocke, Jakson Spires, Ken Hensley)
3. White Man's Land – 2:55 (Rick Medlocke, Jakson Spires)
4. Sail Away – 4:30 (Rick Medlocke, Jakson Spires, Charlie Hargrett, Ken Hensley)
5. Drivin' Fool – 4:45 (Rick Medlocke, Jakson Spires)

## Formazione
- Rick Medlocke - voce solista, chitarra solista, chitarra ritmica, chitarra acustica
- Charlie Hargrett - chitarra solista, chitarra ritmica, chitarra acustica
- Ken Hensley - tastiere, accompagnamento vocale-cori
- Ken Hensley - chitarra slide (brano: Drivin' Fool)
- Greg T. Walker - basso, accompagnamento vocale-cori
- Jakson Spires - percussioni, accompagnamento vocale-cori

Ospiti
- Michael Osborne & Lala - accompagnamento vocale-cori

Note aggiuntive
- Al Nalli - produttore (per la Al Nalli Productions, Inc.)
- Registrazioni effettuate al Subterranean Studios di Ann Arbor, Michigan (Stati Uniti)
- Registrazioni aggiunte parti vocali effettuate al The Recording Connection Mobile di Cleveland, Ohio ed al Solid Sound di Ann Arbor, Michigan
- Mixaggio effettuato al Electric Lady Studios di New York City, New York
- Pat Schneider - ingegnere delle registrazioni
- Arnie Rosenberg, Robert Bene e Will Spencer - assistenti ingegnere delle registrazioni
- Gary Hellman - assistente ingegnere del mixaggio
- Mastering effettuato da Bob Ludwig al Masterdisk di New York
- Jim Houghton - fotografia copertina frontale album originale
- Lisa Tanner - fotografia retrocopertina album originale
- Bob Defrin - art direction copertina album originale[4]

## Classifica
Album
| Anno | Classifica            | Posizione raggiunta |
| ---- | --------------------- | ------------------- |
| 1983 | Billboard 200         | 82                  |
| 1983 | Official Albums Chart | 28                  |

Singoli
| Anno | Titolo del brano | Classifica             | Posizione raggiunta |
| ---- | ---------------- | ---------------------- | ------------------- |
| 1983 | Send Me an Angel | Official Singles Chart | 66                  |